# مركز الناصفة (القريات)
مركز الناصفة، هو أحد مراكز محافظة القريات في منطقة الجوف في المملكة العربية السعودية.

## سبب التسمية
سميت الناصفة بهذا الأسم لوقوعها ضمن وادي السرحان في الوسط للوادي.

## الناصفة منذ القدم
تقع بلدة الناصفة على الضفة الشرقية للوادي على أطراف الحرة الشرقية، حيث تتلامس مع الكتل الصخرية البازلتية مع الصخور الحوارية التي تشكل امتداداً للهضبة الأردنية.

## آثار الناصفة
- المعابد الوثنية التي تعود التي العصر الجاهلي
- الكتل الصخرية[2]